# Olympische Sommerspiele 1996/Teilnehmer (Belgien)
| Gelbes Symbol für Goldmedaillen mit stilisierten Olympischen Ringen | Graues Symbol für Silbermedaillen mit stilisierten Olympischen Ringen | Braundes Symbol für Bronzemedaillen mit stilisierten Olympischen Ringen |
| ------------------------------------------------------------------- | --------------------------------------------------------------------- | ----------------------------------------------------------------------- |
| 2                                                                   | 2                                                                     | 2                                                                       |

Belgien nahm bei den Olympischen Sommerspielen 1996 in der US-amerikanischen Metropole Atlanta mit 61 Sportlern, 20 Frauen und 41 Männern, in 55 Wettbewerben in 14 Sportarten teil.
Seit 1900 war es die 22. Teilnahme Belgiens bei Olympischen Sommerspielen.

## Flaggenträger
Der Tischtennisspieler Jean-Michel Saive trug die Flagge Belgiens während der Eröffnungsfeier am 19. Juli im Centennial Olympic Stadium.

## Medaillengewinner
Mit je zwei gewonnenen Gold-, Silber- und Bronzemedaillen belegte das belgische Team Platz 31 im Medaillenspiegel.

### Gold
- Fred Deburghgraeve: Schwimmen, 100 Meter Brust
- Ulla Werbrouck: Judo, Halb-Schwergewicht

### Silber
- Sébastien Godefroid: Segeln, Finn Dinghy
- Gella Vandecaveye: Judo, Halb-Mittelgewicht

### Bronze
- Marisabel Lomba: Judo, Leichtgewicht
- Harry Van Barneveld: Judo, Schwergewicht

## Teilnehmer
Jüngste Teilnehmerin Belgiens war die Schwimmerin Yseult Gervy mit 17 Jahren und 182 Tagen, ältester Teilnehmer der Reiter Eric Wauters mit 45 Jahren und 81 Tagen.
| Name                        | Alter | Geschlecht | Sportart                   | Resultat(e)                                                                                               |
| --------------------------- | ----- | ---------- | -------------------------- | --- |
| Sabine Appelmans            | 24    | weiblich   | Tennis                     | Platz 9 im Doppel; Platz 33 im Einzel                                                                     |
| Brigitte Becue              | 23    | weiblich   | Schwimmen                  | Platz 8 über 100 Meter Brust; Platz 7 über 200 Meter Brust; Platz 18 über 200 Meter Lagen                 |
| Ingrid Bellemans            | 29    | weiblich   | Segeln                     | Platz 21 im Europe                                                                                        |
| Philippe Bergmans           | 22    | männlich   | Segeln                     | Platz 19 im Laser                                                                                         |
| Michel Blaton               | 29    | männlich   | Reitsport                  | Platz 13 im Mannschaftsspringen; Platz 53 in der Einzel-Qualifikation im Springreiten                     |
| Cindy Bouque                | 21    | weiblich   | Schießen                   | Platz 25 mit dem Luftgewehr                                                                               |
| Annelies Bredael            | 31    | weiblich   | Rudern                     | Platz 7 im Einzel                                                                                         |
| Jean-Paul Bruwier           | 25    | männlich   | Leichtathletik             | Platz 6 im zweiten Vorlauf über 400 Meter Hürden                                                          |
| Johan Bruyneel              | 31    | männlich   | Radsport                   | Platz 60 im Straßenrennen; Platz 24 im Zeitfahren                                                         |
| Sandra Cam                  | 24    | weiblich   | Schwimmen                  | Platz 26 über 200 Meter Freistil; Platz 10 über 400 Meter Freistil; Platz 16 über 800 Meter Freistil      |
| Laurence Courtois           | 25    | weiblich   | Tennis                     | Platz 9 im Doppel; Platz 17 im Einzel                                                                     |
| Fred Deburghgraeve          | 23    | männlich   | Schwimmen                  | Gold über 100 Meter Brust; Platz 17 über 200 Meter Brust                                                  |
| Etienne De Wilde            | 37    | männlich   | Radsport                   | Platz 24 im Punkterennen                                                                                  |
| Marc Dollendorf             | 30    | männlich   | Leichtathletik             | Platz 8 im zweiten Halbfinale über 400 Meter Hürden                                                       |
| Philippe Dupont             | 32    | männlich   | Schießen                   | Platz 20 im Trap; Platz 19 im Doppeltrap                                                                  |
| Anne Focan                  | 34    | weiblich   | Schießen                   | Platz 20 im Trap                                                                                          |
| Yseult Gervy                | 17    | weiblich   | Schwimmen                  | Platz 25 über 100 Meter Rücken; Platz 22 über 200 Meter Rücken; Platz 15 über 400 Meter Lagen             |
| Sébastien Godefroid         | 25    | männlich   | Segeln                     | Silber im Finn Dinghy                                                                                     |
| Luc Goiris                  | 28    | männlich   | Rudern                     | Platz 8 im Zweier ohne Steuermann                                                                         |
| Heidi Goossens              | 27    | weiblich   | Judo                       | Platz 18 im Halb-Leichtgewicht                                                                            |
| Eddy Hellebuyck             | 35    | männlich   | Leichtathletik             | Platz 67 im Marathon                                                                                      |
| Björn Hendrickx             | 22    | männlich   | Rudern                     | Platz 10 im Doppelzweier                                                                                  |
| Arlette Holsters            | 35    | weiblich   | Reitsport                  | Platz 18 im Dressur-Einzel                                                                                |
| Christophe Impens           | 26    | männlich   | Leichtathletik             | Platz 8 im zweiten Halbfinale über 1500 Meter                                                             |
| Johan Laats                 | 29    | männlich   | Judo                       | Platz 9 im Halb-Mittelgewicht                                                                             |
| Philip Laats                | 33    | männlich   | Judo                       | Platz 5 im Halb-Leichtgewicht                                                                             |
| Johan Lisabeth              | 25    | männlich   | Leichtathletik             | Halbfinale über 110 Meter Hürden                                                                          |
| Marisabel Lomba             | 21    | weiblich   | Judo                       | Bronze im Leichtgewicht                                                                                   |
| Ann Mercken                 | 22    | weiblich   | Leichtathletik             | Platz 6 im ersten Halbfinale über 400 Meter Hürden                                                        |
| Johan Museeuw               | 30    | männlich   | Radsport                   | Platz 10 im Straßenrennen                                                                                 |
| Jonathan N’Senga            | 23    | männlich   | Leichtathletik             | Platz 7 im zweiten Zwischenlauf über 110 Meter Hürden                                                     |
| Erik Nys                    | 22    | männlich   | Leichtathletik             | Platz 12 im Weitsprung                                                                                    |
| Roel Paulissen              | 20    | männlich   | Radsport                   | Platz 17 mit dem Mountainbike                                                                             |
| Frans Peeters               | 39    | männlich   | Schießen                   | Platz 49 im Trap; Platz 22 im Doppeltrap                                                                  |
| Wilfried Peeters            | 32    | männlich   | Radsport                   | Platz 15 im Straßenrennen                                                                                 |
| Ludo Philippaerts           | 33    | männlich   | Reitsport                  | Platz 13 im Mannschaftsspringen; Platz 20 in der Einzel-Qualifikation im Springreiten                     |
| Sven Peters                 | 20    | männlich   | Leichtathletik             | Platz 7 im ersten Halbfinale über 110 Meter Hürden                                                        |
| Marleen Renders             | 27    | weiblich   | Leichtathletik             | Platz 25 im Marathon                                                                                      |
| Jean-Michel Saive           | 26    | männlich   | Tischtennis                | Platz 5 im Einzel                                                                                         |
| Philippe Saive              | 25    | männlich   | Tischtennis                | Platz 33 im Einzel                                                                                        |
| Tom Steels                  | 24    | männlich   | Radsport                   | Platz 109 im Straßenrennen                                                                                |
| Patrick Stevens             | 28    | männlich   | Leichtathletik             | Platz 4 im vierten Zwischenlauf über 100 Meter; Platz 7 über 200 Meter                                    |
| Cindy Stollenberg           | 19    | weiblich   | Rhythmische Sportgymnastik | Platz 31 im Einzel-Vorkampf                                                                               |
| Tom Symoens                 | 27    | männlich   | Rudern                     | Platz 10 im Doppelzweier                                                                                  |
| David Taboureau             | 28    | männlich   | Kanurennsport              | Platz 8 im zweiten Halbfinale im K2 über 500 Meter; Platz 6 im zweiten Zwischenlauf im K2 über 1000 Meter |
| Gella Vandecaveye           | 23    | weiblich   | Judo                       | Silber im Halb-Mittelgewicht                                                                              |
| Delphine Van de Venne       | 21    | weiblich   | Kanurennsport              | Platz 6 im zweiten Halbfinale im K1 über 500 Meter                                                        |
| Heidi Van De Vijver         | 26    | weiblich   | Radsport                   | Platz 20 im Straßenrennen                                                                                 |
| Peter Van Den Abeele        | 30    | männlich   | Radsport                   | Mountainbike                                                                                              |
| Frank Vandenbroucke         | 21    | männlich   | Radsport                   | Platz 25 im Straßenrennen                                                                                 |
| Harry Van Barneveld         | 29    | männlich   | Judo                       | Bronze im Schwergewicht                                                                                   |
| Jaak Van Driessche          | 27    | männlich   | Rudern                     | Platz 8 im Zweier ohne Steuermann                                                                         |
| Stanny Van Paesschen        | 39    | männlich   | Reitsport                  | Platz 13 im Mannschaftsspringen; Platz 50 in der Einzel-Qualifikation des Springreitens                   |
| Constantin Van Rijckevorsel | 20    | männlich   | Reitsport                  | Platz 8 im Vielseitigkeitsreiten                                                                          |
| Dominique Van Roost         | 23    | weiblich   | Tennis                     | Platz 33 im Einzel                                                                                        |
| Mark Vendeweyer             | 23    | männlich   | Kanurennsport              | Platz 8 im zweiten Halbfinale im K2 über 500 Meter; Platz 6 im zweiten Zwischenlauf im K2 über 1000 Meter |
| Paul Vermeiren              | 32    | männlich   | Bogenschießen              | Platz 4 im Einzel                                                                                         |
| Jean-Pierre Wafflard        | 27    | männlich   | Ringen                     | Platz 17 im Mittelgewicht griechisch-römisch                                                              |
| Eric Wauters                | 45    | männlich   | Reitsport                  | Platz 13 im Mannschaftsspringen; Platz 67 in der Einzel-Qualifikation des Springreitens                   |
| Ulla Werbrouck              | 24    | weiblich   | Judo                       | Gold im Halb-Schwergewicht                                                                                |
| Erik Wymeersch              | 26    | männlich   | Leichtathletik             | Platz 5 im zweiten Zwischenlauf über 100 Meter; Platz 4 im ersten Zwischenlauf über 200 Meter             |